# 1972년 모스크바 정상회담
1972년 모스크바 정상회담(영어: Moscow Summit of 1972)은 미국 대통령 리처드 닉슨과 소련 공산당 서기장 레오니트 브레즈네프 간의 정상회담이었다. 1972년 5월 22일부터 30일까지 개최되었다. 이 회담에서는 탄도탄 요격미사일(ABM) 조약, 제1차 전략 무기 제한 협정(SALT I), 그리고 미국-소련 해상 충돌 방지 협정이 체결되었다. 이 정상회담은 두 냉전 대적국 간의 당시 데탕트의 주요 특징 중 하나로 간주된다.

## 행사
이 정상회담은 그해 초의 역사적인 닉슨 대통령의 중국 방문에 이어 진행되었으며, 닉슨 행정부는 곧 대통령의 소련 방문 협상을 마무리했다.
5월 22일, 닉슨은 헨리 키신저와 함께 브레즈네프와의 정상회담을 시작하기 위해 모스크바를 방문한 첫 번째 미국 대통령(그리고 프랭클린 D. 루스벨트 이후 두 번째로 소련을 방문한 대통령)이 되었다. 영부인 팻 닉슨도 동행했다. 닉슨과 브레즈네프는 첫날 예고 없이 회담을 가졌다. 그날 저녁 늦게 모스크바 크렘린에서 만찬이 열렸다.
5월 23일, 닉슨과 소련 최고 소비에트 상임간부회 니콜라이 포드고르니 의장은 환경 보호 분야 협력 협정에 서명했다.
5월 24일, 닉슨과 소련 총리 알렉세이 코시긴은 협정에 서명하여 아폴로-소유스 시험 계획을 위한 길을 열었다.
5월 26일, 닉슨과 브레즈네프는 두 가지 중요한 핵무기 통제 협정에 서명했다. 전략 무기 제한 협상의 결과물인 SALT I 조약은 전략 탄도 미사일 발사기의 수를 기존 수준으로 동결했으며, 탄도탄 요격미사일 조약은 양측이 각각 100개의 미사일을 가진 두 곳의 탄도탄 요격 미사일 기지만을 허용하도록 제한했다.
5월 29일, 닉슨과 브레즈네프는 군사적 대결을 피하고 결국 군축을 목표로 하는 장기 계획에 대한 공동 선언에 서명함으로써 회의를 마무리했다.

## 같이 보기
- 소련-미국 정상회담 목록 (1943년 ~ 1991년)